# پیهتی‌پوداس
پیهْتی‌پوداس (به فنلاندی: Pihtipudas) یک منطقهٔ مسکونی در فنلاند است که در فنلاند مرکزی واقع شده‌است.

## خواهرخوانده
شهرهای دهستان هالیالا، پورکارنس و اولنساکر خواهرخوانده‌های پیهتی‌پوداس هستند.